# Kostel svatého Wolfganga (Hnanice)
Kostel svatého Wolfganga je římskokatolický chrám v obci Hnanice v okrese Znojmo. Jde o farní kostel farnosti Hnanice. Mohutný pozdně gotický trojlodní chrám s věží a kaplí svatého Linharta pochází z konce 15. století. K východní straně lodi přiléhá studniční kaple, tvořená původním malým kostelem svatého Wolfganga z konce 13. století. Uvnitř kaple se nachází studna, které byly připisovány léčebné a zázračné účinky. Až do konce 18. století chrám sloužil jako poutní místo. Celý stavební soubor je chráněn jako kulturní památka.

## Historie
Původní malá kaple byla postavena v Hnanicích již kolem roku 1200, krátce po založení vsi. Ve třetí čtvrtině 13. století ji nahradil malý kostel zasvěcený svatému Wolfgangovi. Byl zbudován nad studnou, které byly připisovány léčebné a zázračné účinky. Kostel se zázračnou studnou se brzy stal vyhledávaným poutním místem.
Množství poutníků a přinášené milodary podnítily roku 1480 opata Pavla z louckého kláštera ke stavbě nového velkého chámu na místě současného kostela. Následně byla uzavřena dohoda mezi vsí Hnanice, opatem Pavlem a olomouckým biskupem Janem Filipcem o výstavbě chrámu. Stavba započala asi roku 1482 a to nezvykle věží, aby starý kostel mohl sloužit co nejdéle. Práce prováděla pravděpodobně stavební huť Lorenze Spenninga, stavitele svatoštěpánského dómu ve Vídni. Do výstavby se značně zapojili místní farníci, jejichž nákladem byla postavena věž. Postupně do roku 1498 vzniklo trojlodí s věží. K plánované dostavbě kněžiště, které mělo nahradit stávající kostel již nedošlo. Důvodem snad byl nedostatek finančních prostředků a tehdejší složitá situace církve. Nakonec byl chrám ve stávající podobě vysvěcen 3. dubna 1510 Martinem, biskupem Nikopolským. Stávající kostel byl přeměněn na studniční kapli.
Roku 1518 došlo ke zřízení samostatné duchovní správy při kostele. Pozice faráře byla zastávána z řad kněžích louckého kláštera. Během druhé poloviny 16. století fara zanikla v souvislosti s místním rozšířením protestantismu. Kostel údajně roku 1645 vyhořel, jeho oprava proběhla až před rokem 1657. Tehdy snad také byla snesena gotická klenba, která zůstala po požáru nezakrytá a vystavená povětrnostním vlivům. Nahradila ji nižší barokní valená klenba. Novou klenbu obdržela i loď studniční kaple.
V rámci josefinských reforem koncem 18. století došlo ke zrušení zdejšího poutního místa, které nahradila nově zřízená farnost. Studniční kaple byla přestavěna na obecní skladiště, rekonstrukce k původním účelům proběhla koncem 19. století. Po druhé světové válce kostel chátral, teprve v 80. letech započaly opravy, které pokračovaly i v následujícím desetiletí. Generální oprava byla dokončena roku 1999. Dosud však neproběhlo restaurování inventáře.

## Popis

### Studniční kaple
Původní kostel svatého Wolfganga, nyní tzv. studniční kaple je orientovaná jednolodní stavba s odsazeným, trojboce zakončeným kněžištěm. Závěr kněžiště je opatřen stupňovanými opěrnými pilíři z kamenných kvádrů. Ke kněžišti z jižní strany přiléhá patrový útvar čtvercového půdorysu. V jeho přízemí se nachází sakristie, v prvním patře depozitář. Jde patrně o pozůstatek dřívější věže. Stěny kaple jsou kryty hladkými fasádami. Boční zdi kaple prolamují barokní okna zakončená obloukem. Okna kněžiště jsou užší, ukončená hrotitě. Vstup do lodi kaple je hlavním trojlodím, a to otvorem v zazdívce vítězného oblouku ve východním průčelí. Další vstup do kaple se nachází ve východní zdi kněžiště. Loď kaple a sakristie nesou barokní valenou klenbou. Kněžiště je zaklenuto jedním polem křížové žebrové klenby a lunetovým závěrem. Střecha lodi a sakristie je sedlová, hřeben lodi nese sanktusovou vížku. V ní visí zvon z roku 1999.
Uvnitř lodi, při severní zdi se nachází studna s pozdně renesanční kamennou obrubou. Vybavení zahrnuje barokní oltář s kamennou sochou svatého Wolfganga, původem z doby kolem roku 1480. Dále pak socha Panny Marie z 1. poloviny 18. století a dřevěné kartuše zdobené reliéfy, z 2. poloviny 18. století.

### Hlavní trojlodí
Současný chrám svatého Wolfganga tvoří mohutné trojlodí zhruba čtvercového půdorysu. Ze severního průčelí je odsazena mělká kaple obdélníkového půdorysu. Severní a jižní průčelí podpírají stupňované opěrné pilíře, další jsou umístěny nakoso v každém rohu stavby. Pilíře se tyčí po celá výšce stěny, až k podstřešní římse. Spodní část fasád trojlodí obíhá kordonová římsa, nad ní jsou pilíře tvarovány do břitu. Horní část pilířů je zdobena kamennými fiálami. Nad kordonem a mezi opěrnými pilíři jsou prolomena vysoká okna opatřená jedním nebo dvěma dělicími kamennými pruty. Lomený oblouk jejich horního zakončení nese výplň tvořenou bohatou kamennou kružbou. Vstupy do trojlodí se nacházejí v severním a jižním průčelí. Jedná se o sedlové portály zdobené profilovaným kamenným ostěním, završené kýlovým obloukem. V severních tympanonech je reliéfně ztvárněn motiv Zvěstování Panny Marie, v jižních pak Ecce homo. Vstupní dveře jsou původní jednokřídlové, pobité železnými pláty a opatřené tepanými zámky.
Uvnitř je trojlodí rozčleněno dvěma řadami kamenných sloupů zakončených římsou. Prostřední loď je sklenuta valenou klenbou, boční lodě nesou nižší klenby křížové. V západní části se nachází hudební kruchta, uprostřed zaklenutá valeně, po stranách hvězdicovou klenbou. Přístup na kruchtu umožňuje vřetenové schodiště. Kruchta nese varhany z roku 1940, vybavené elektromagnetickou trakturou.
Hlavní oltář pochází z 1. čtvrtiny 18. století. Jeho autorem je Narcis Schnitzer. Střed oltáře zaujímá obraz svatého Wolfganga. U paty oltáře stojí sochy sv. Václava a sv. Leopolda. V nástavci oltáře je plastika Boha Otce s anděly, po bocích plastiky sv. Augustina a sv. Mikuláše. V severní boční lodi je umístěn retabulární oltář sv. Anny z první poloviny 18. století. V jižní boční lodi stojí baldachýnový oltář stejného stáří. Na konzolách přípor bočních lodí zaujímá místo soubor soch svatých, zhotovený v 18. století. Volně jsou umístěny dřevořezby Madony a Korunování Panny Marie z doby kolem roku 1500, dále sochy sv. Floriána a sv. Jana Nepomuckého z 18. století.

### Věž
Věž kostela přiléhá k západnímu průčelí trojlodí. Jde o čtyřpatrovou stavbu na čtvercovém půdorysu. Její stěny jsou opatřené štěrbinovými otvory a členěné římsami. Valeně zaklenuté přízemí je přístupné z podkruchtí kostela. Do prvního patra, původně plnícího účely trezoru a obecního archivu, je přístup z kruchty. Na vrcholu věže se zvedá polygonální zvonice opatřená kamenným ochozem. Zvonici zakončuje zděný jehlan. Uvnitř se nachází zvon, ulitý roku 1480 mistrem Jiřím z Brna a dále malý zvon z roku 1997.

### Kaple svatého Linharta
Kaple svatého Linharta je obdélná stavba, přiléhající k jižní zdi lodi studniční kaple. Na východní straně je zakončena trojbokým závěrem. Její stěny, pokryté hladkou fasádou, jsou opatřeny třemi okny. Ta jsou obdobná jako u lodi studniční kaple. Vstup do kaple je barokním portálem v jižní stěně studniční kaple. Strop tvoří síťová žebrová klenba.

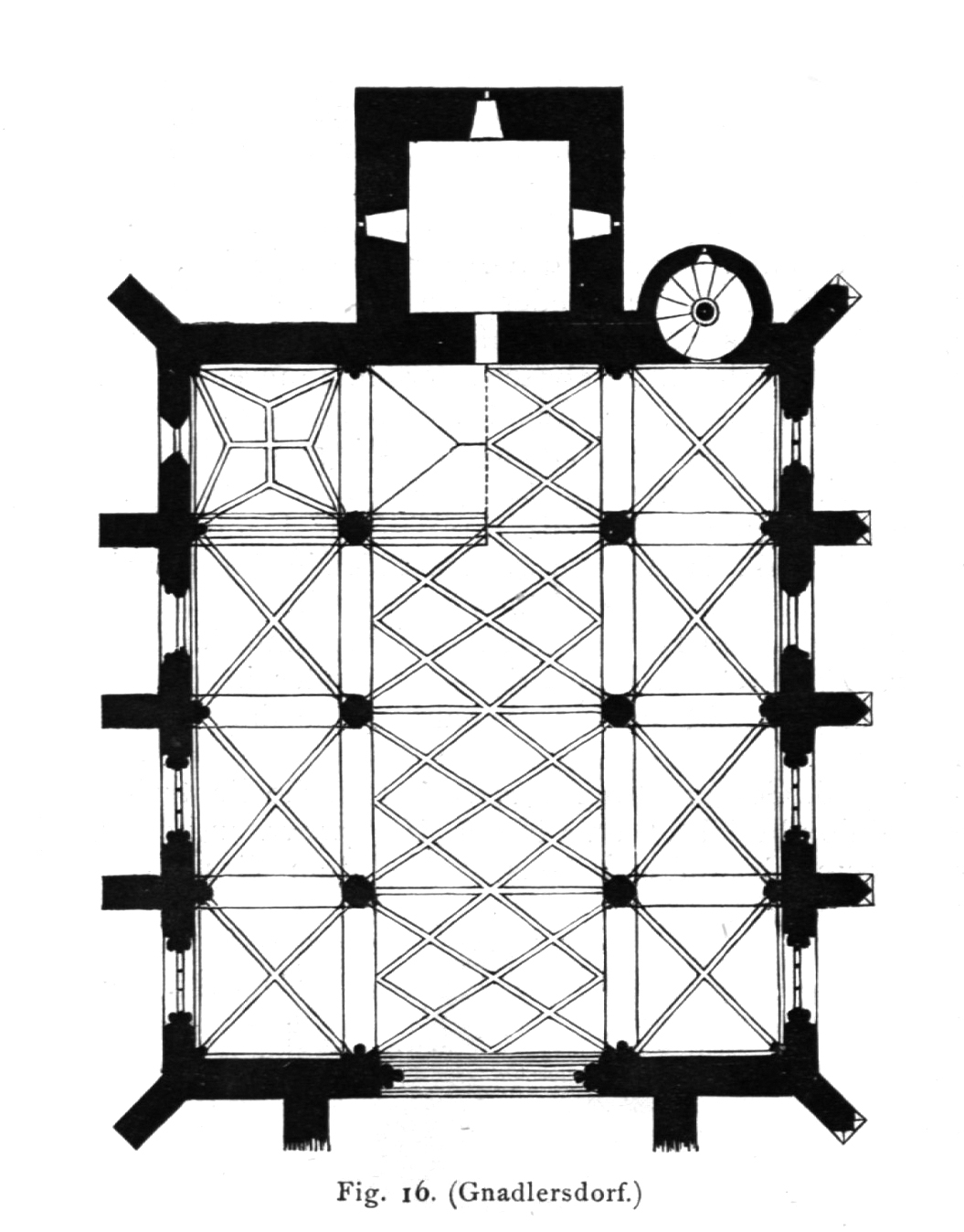
Idealizovaný půdorys kostela bez východní části
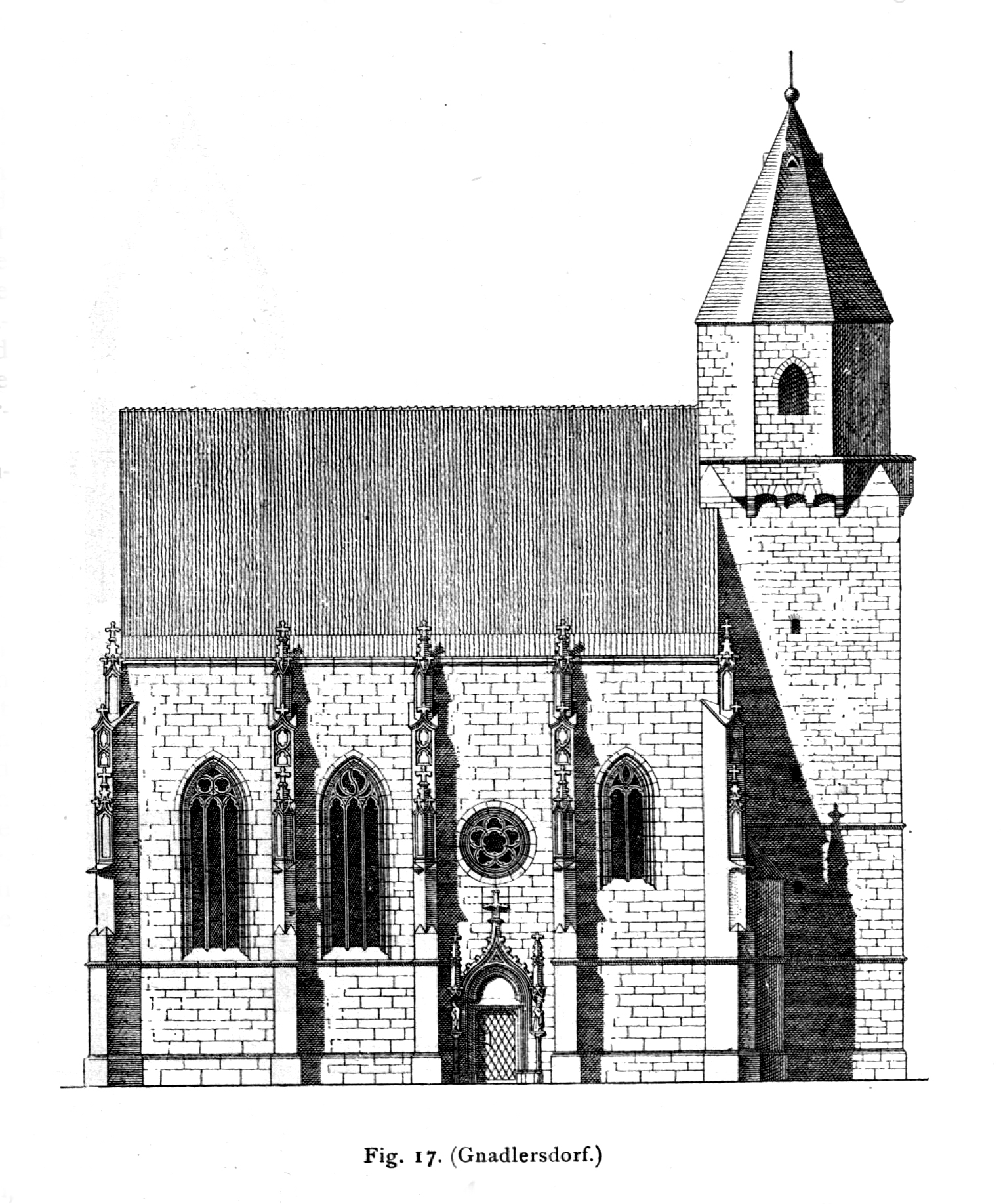
Bokorys kostela
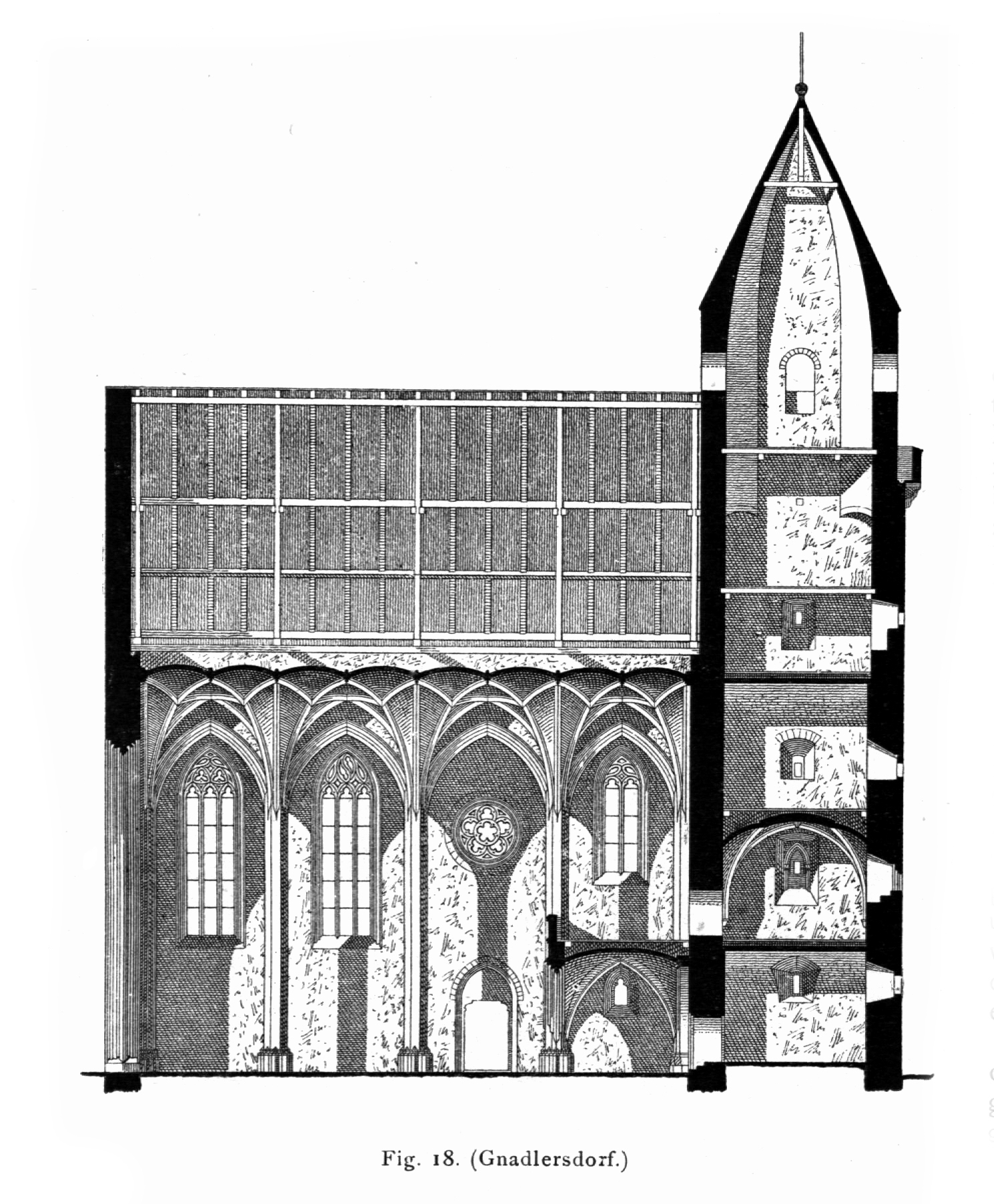
Řez kostelem

## Galerie

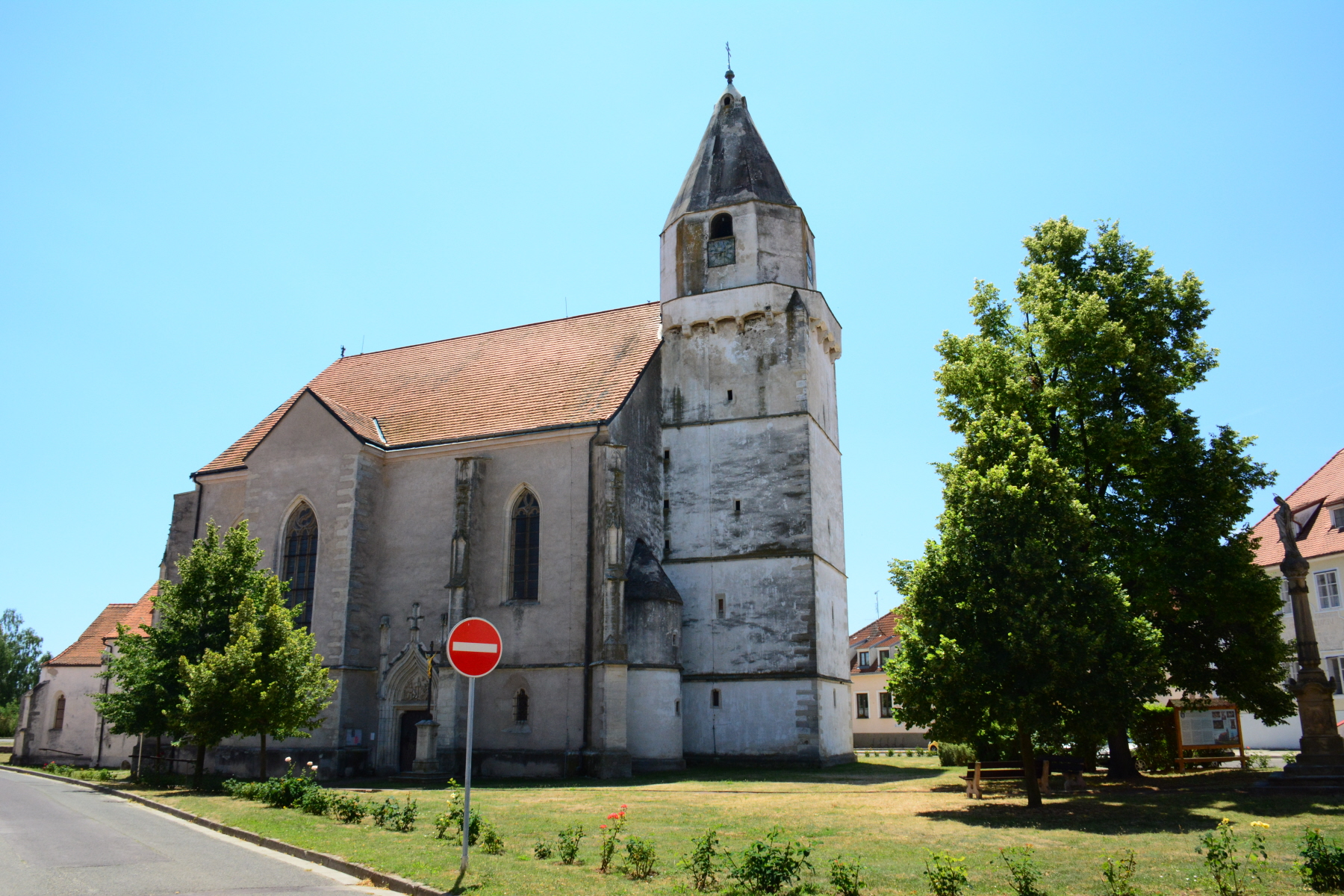
Pohled od severu
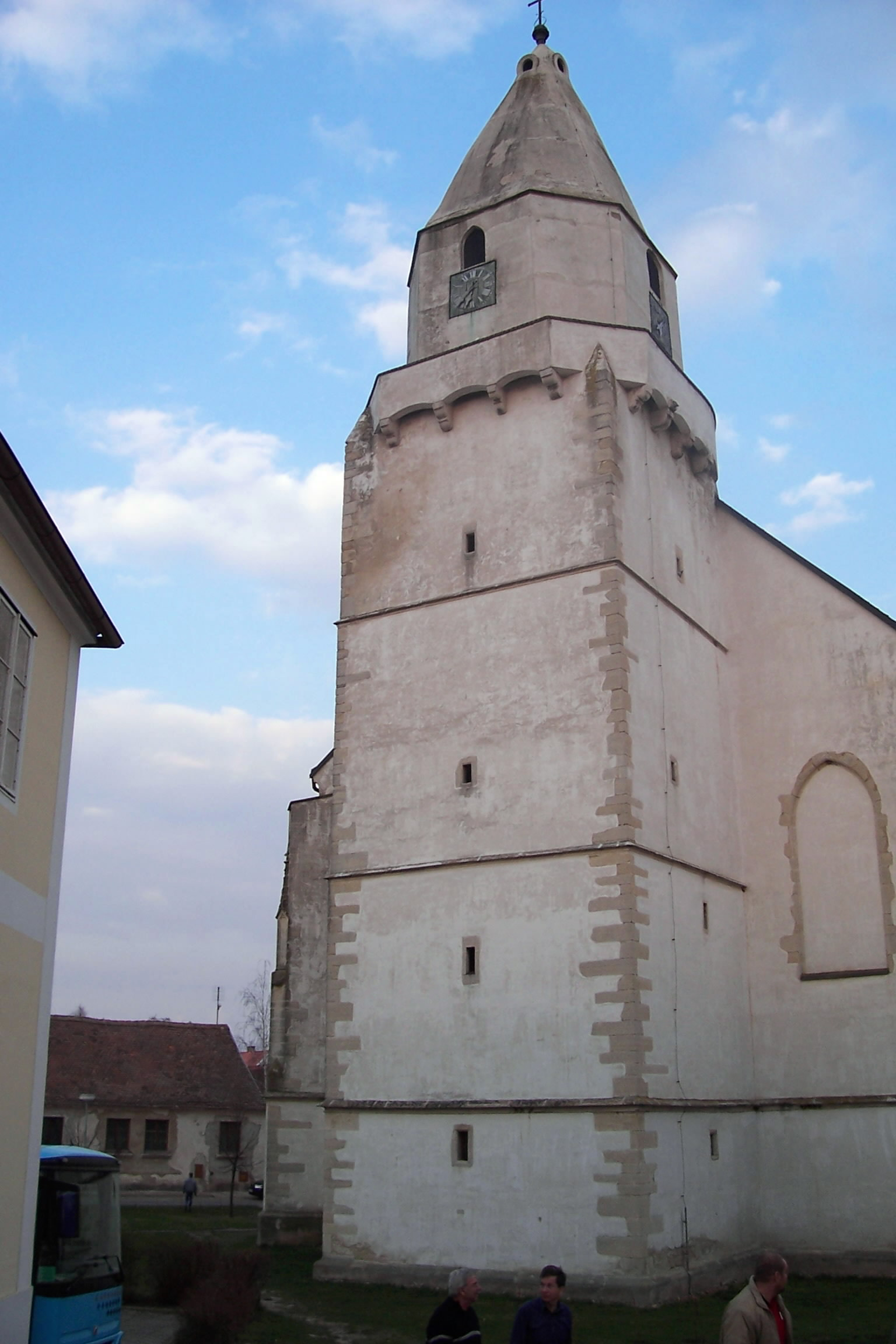
Věž, pohled od západu
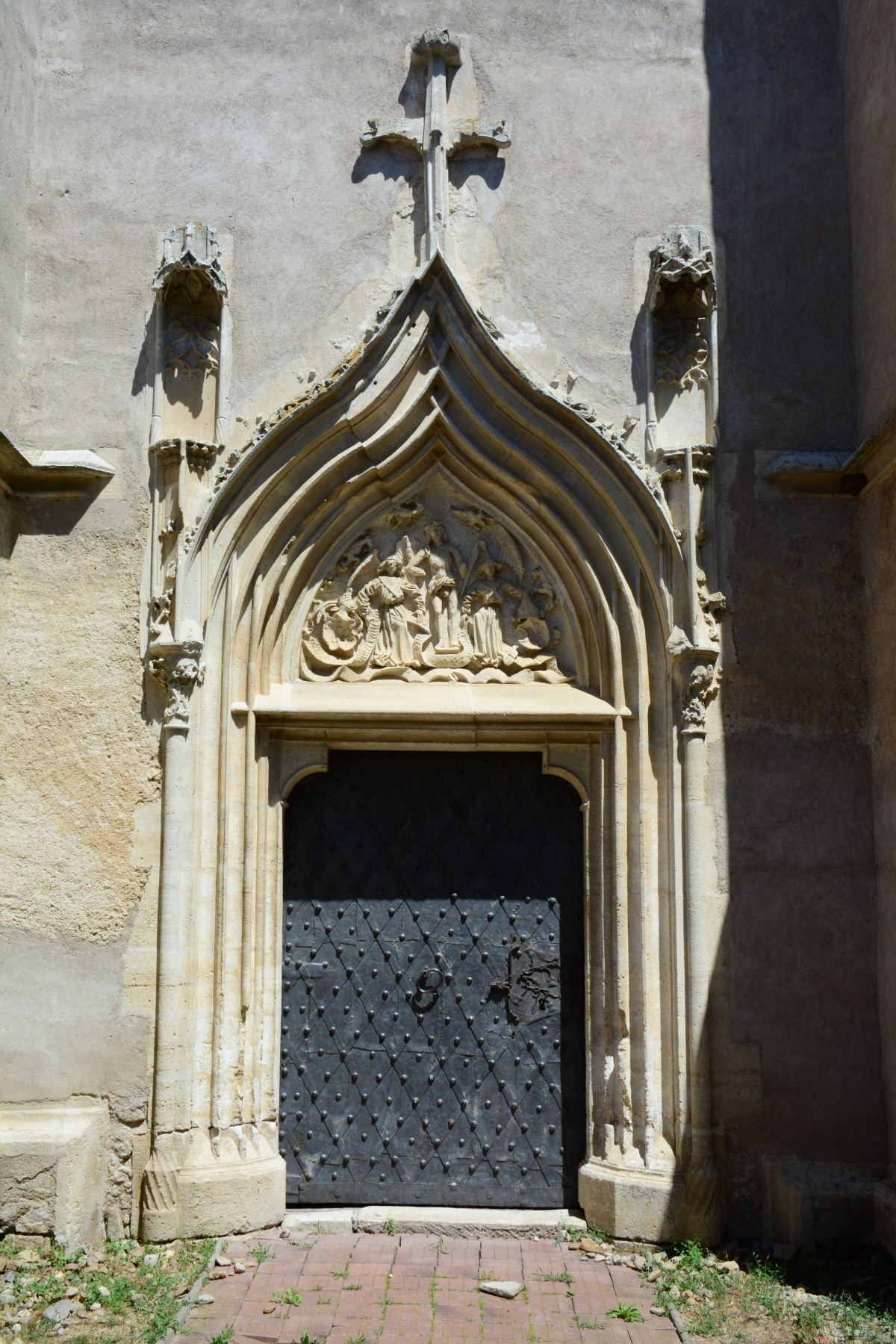
Jižní portál lodi
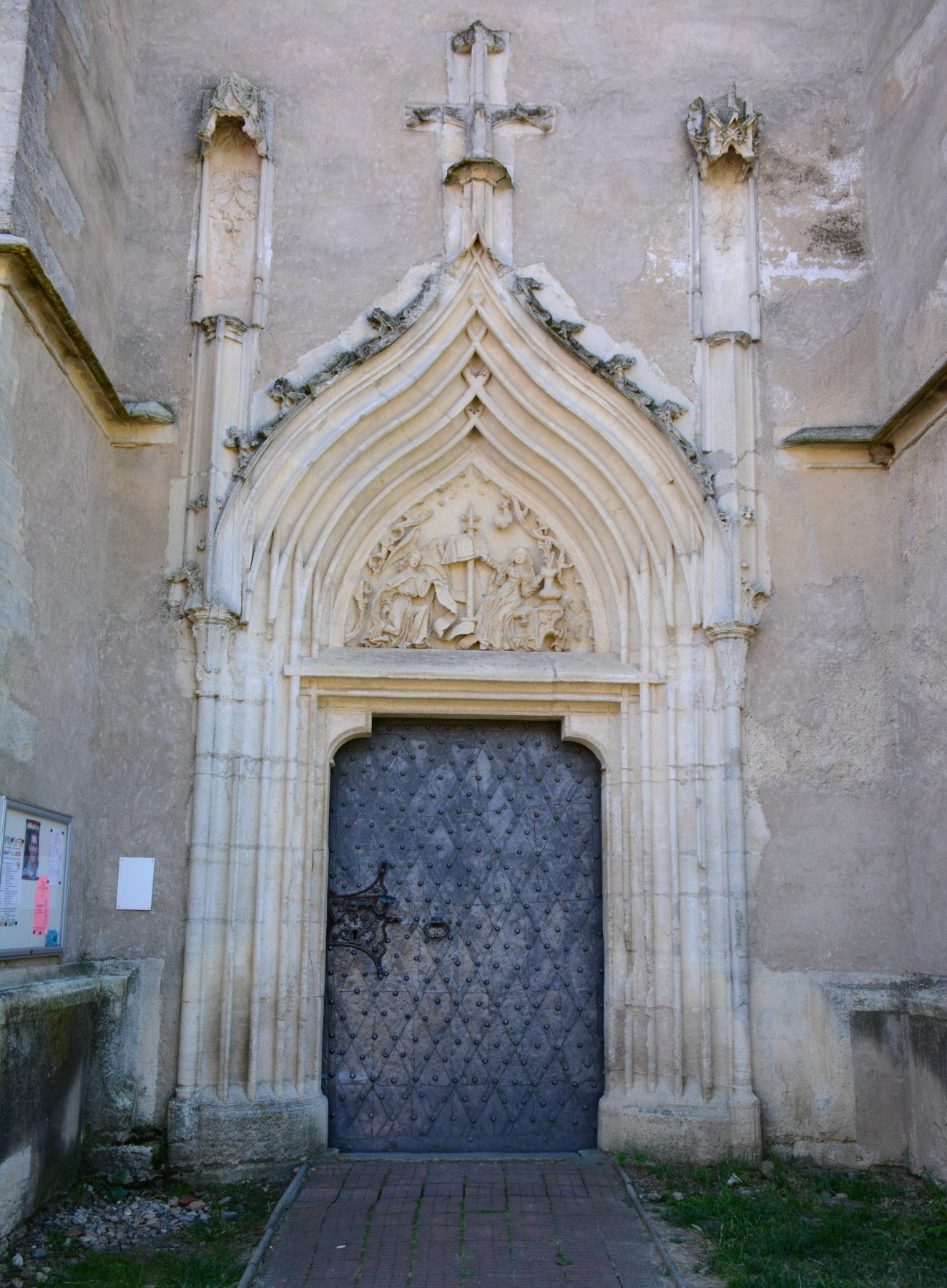
Severní portál lodi
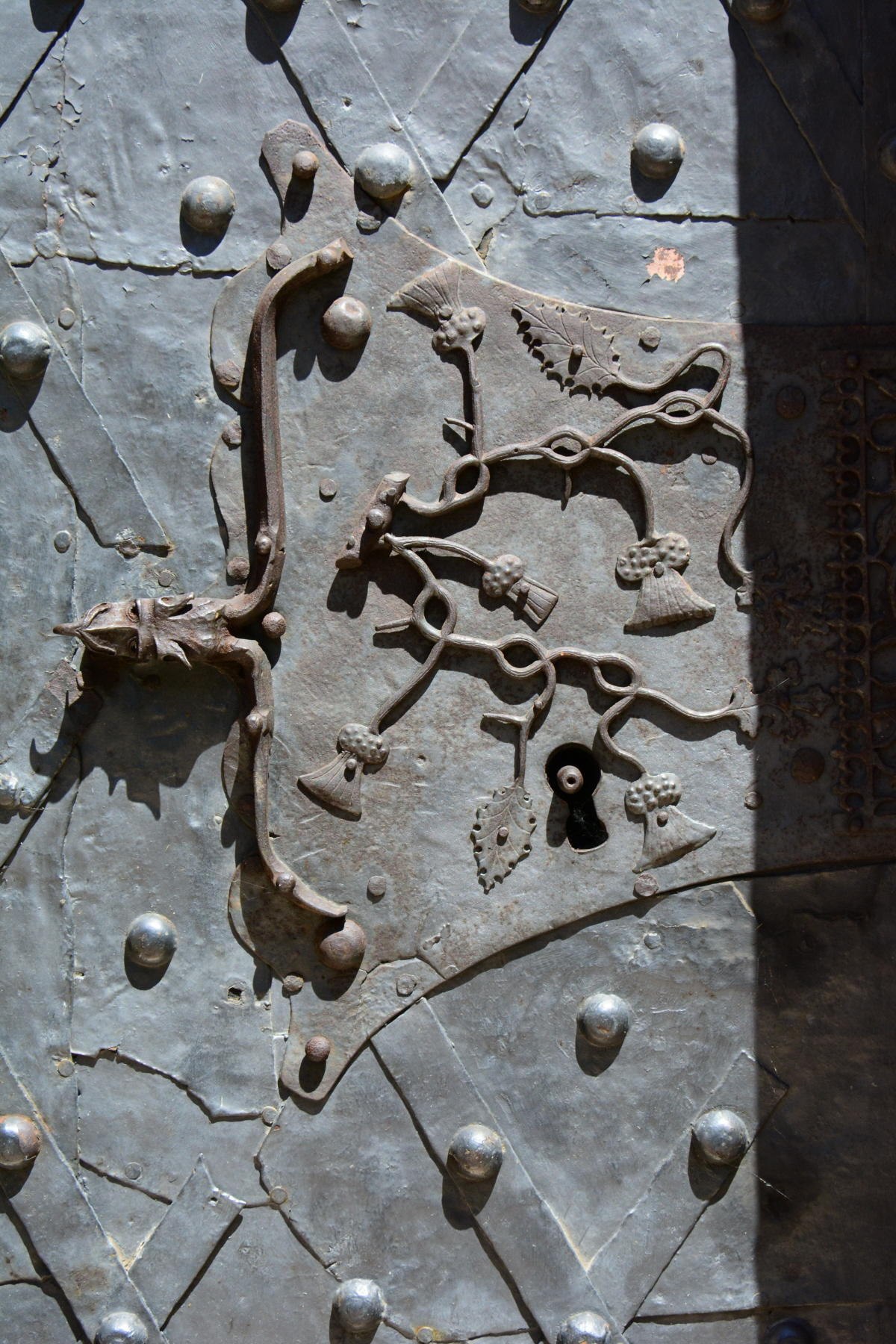
Jižní portál, detail kování dveří
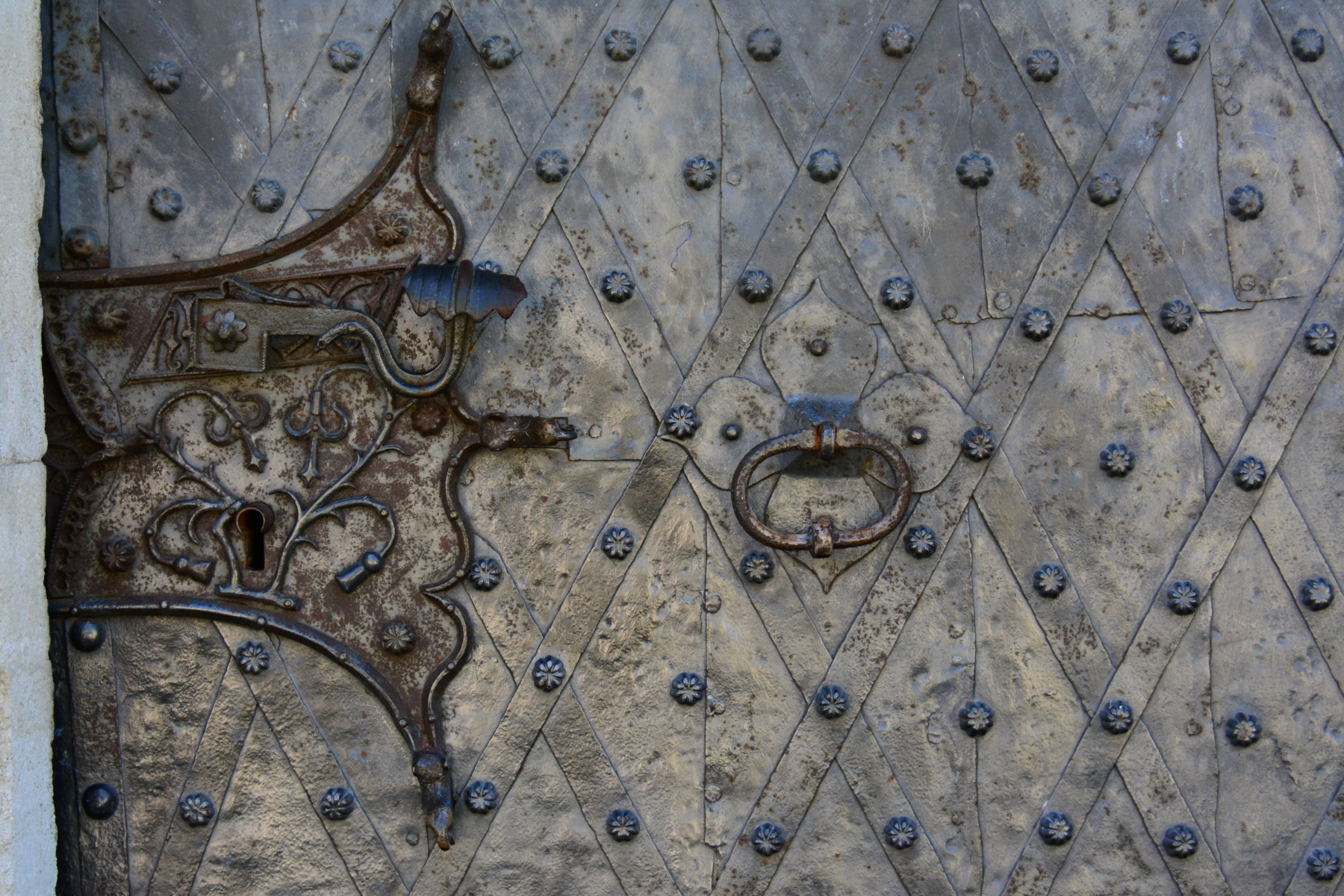
Severní portál, detail kování dveří
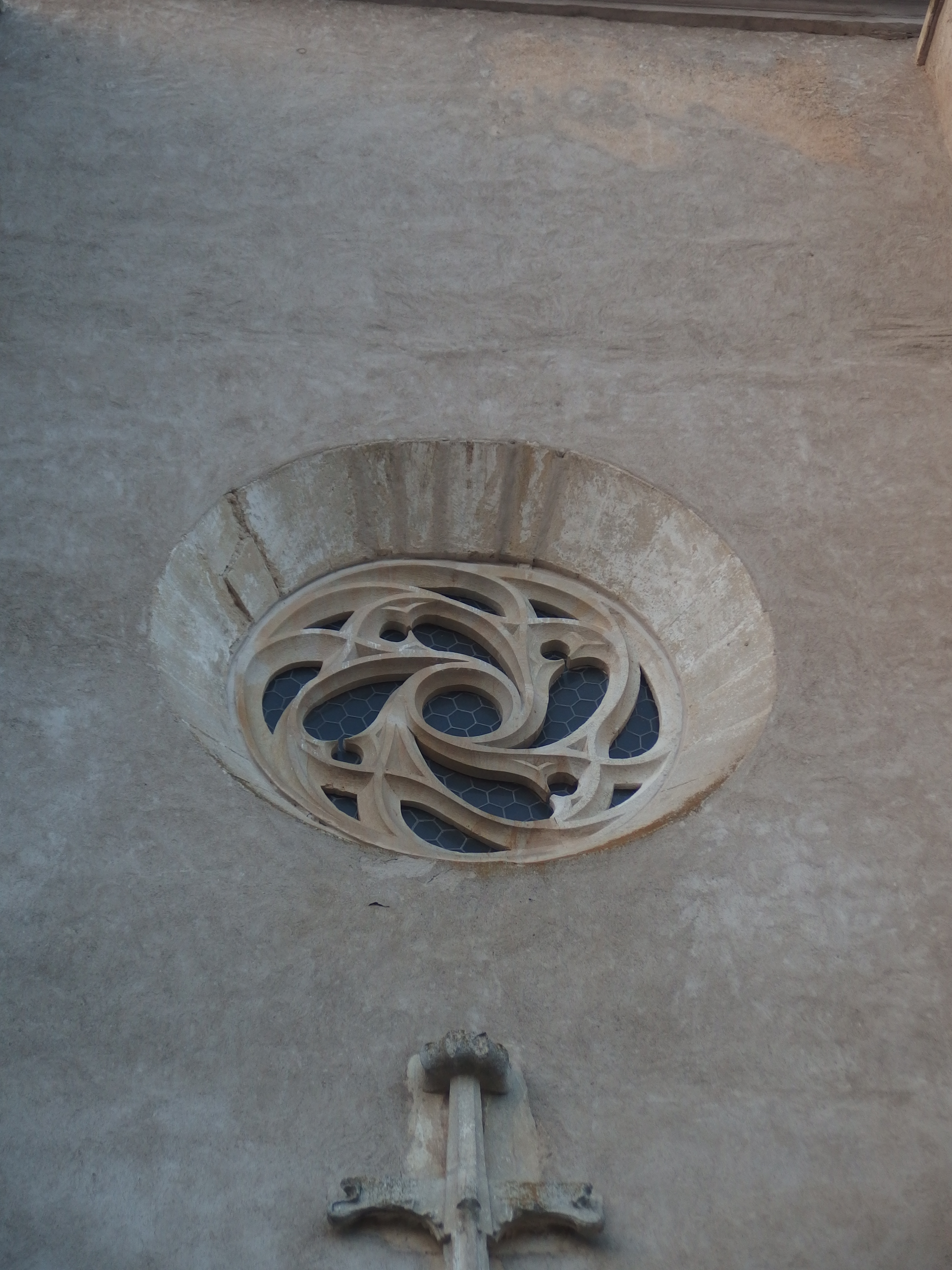
Rozetové okno nad jižním portálem
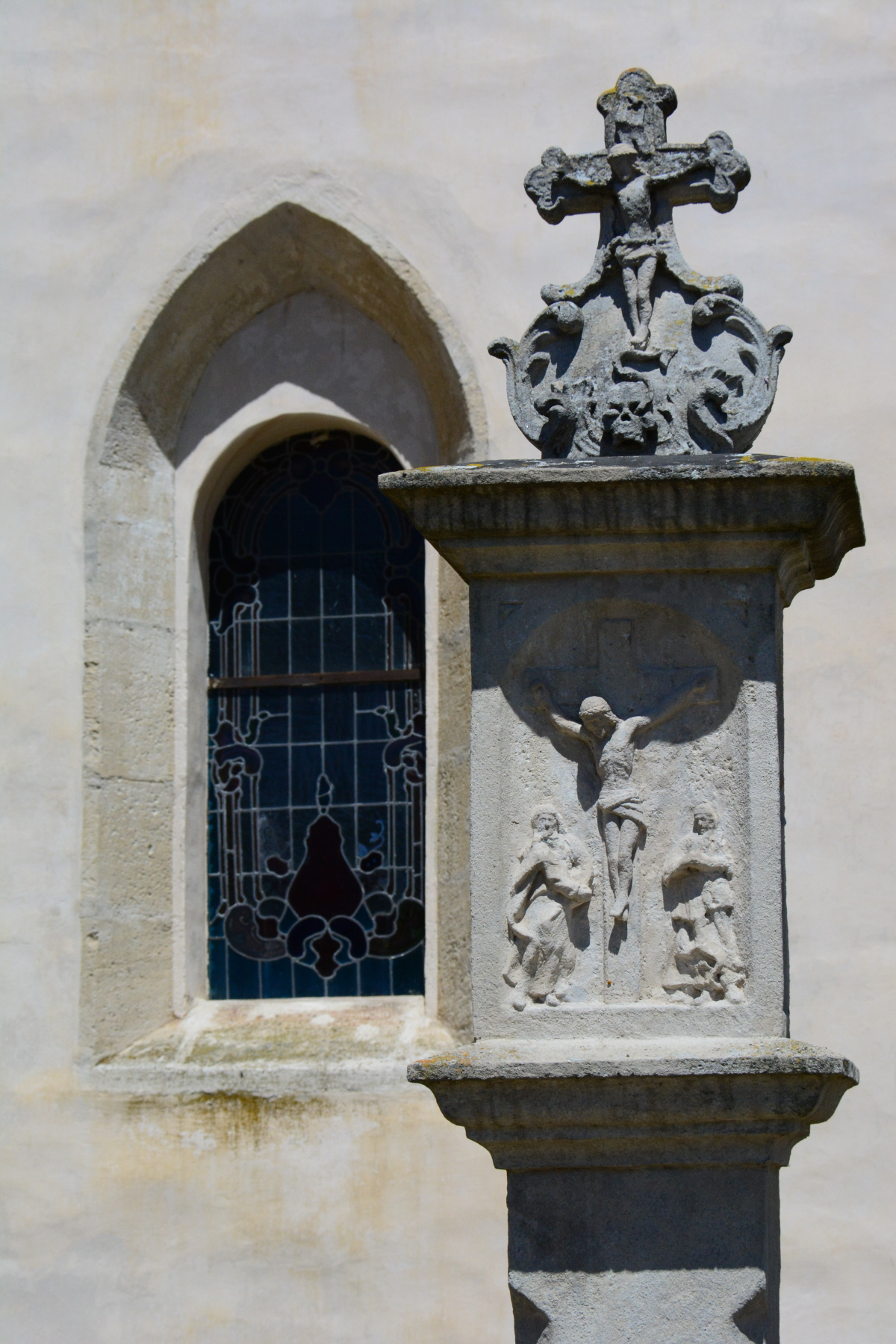
Boží muka, detail

### Staré fotografie

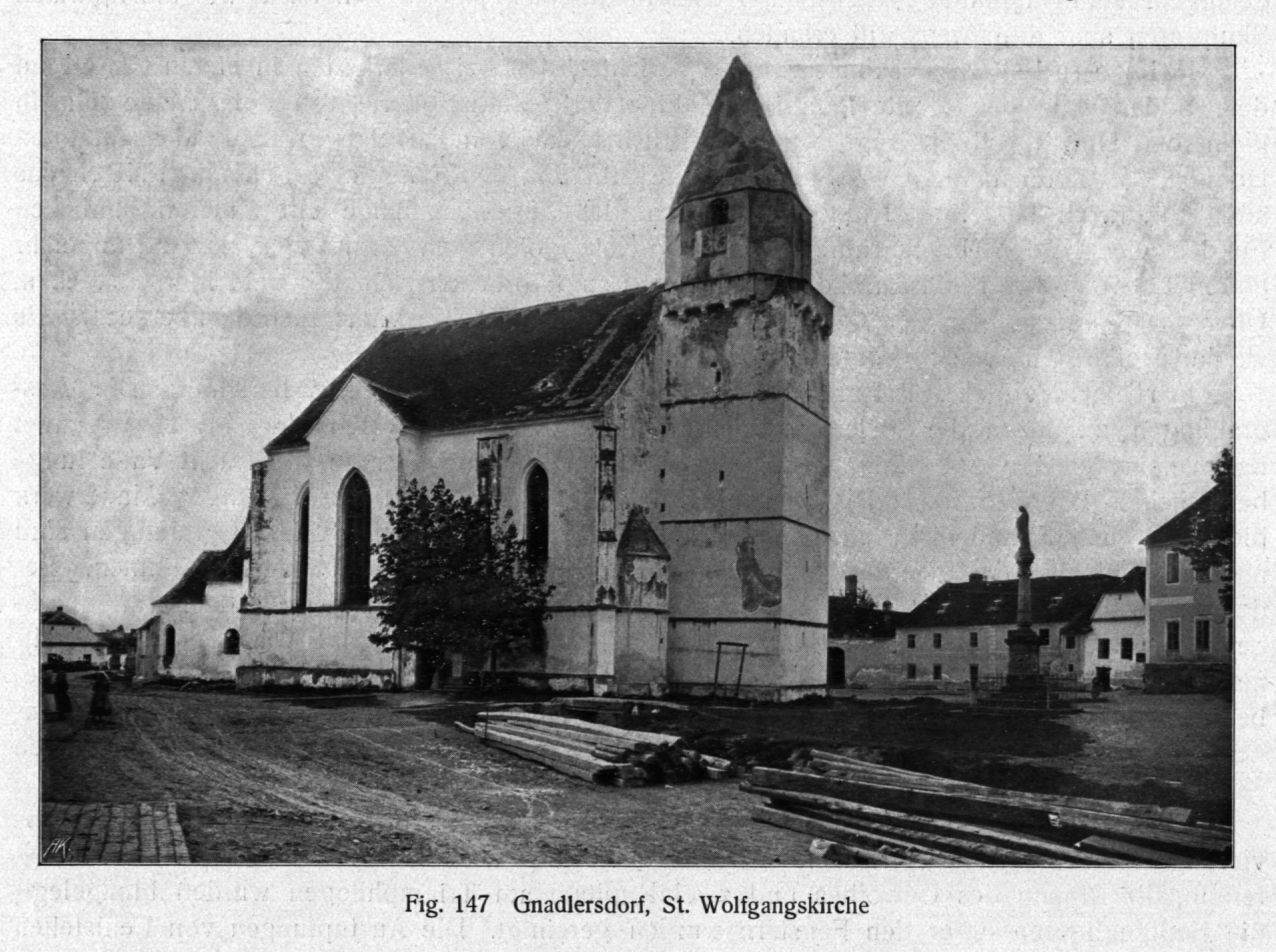
Fotografie z roku 1912
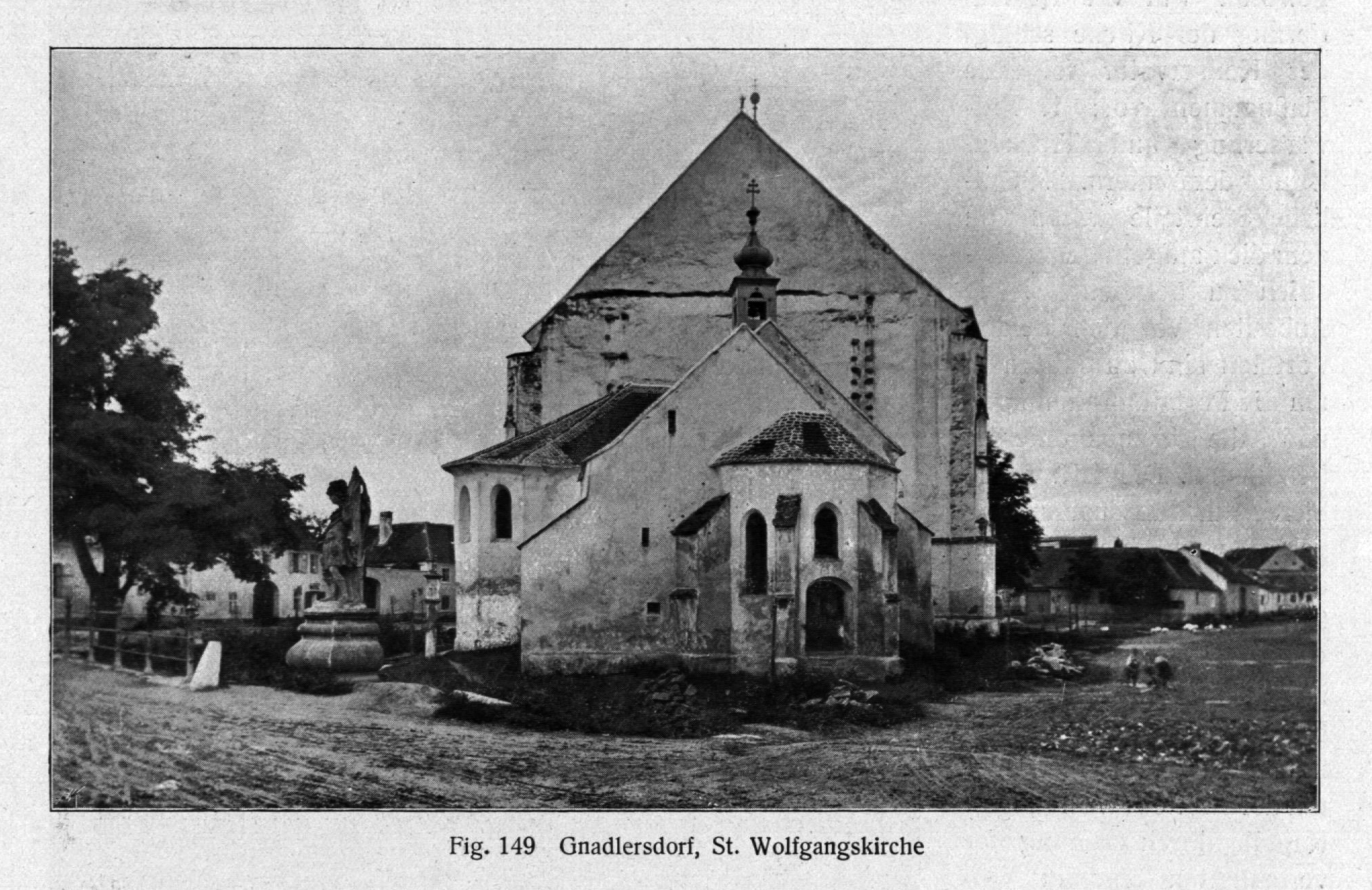
Fotografie z roku 1912
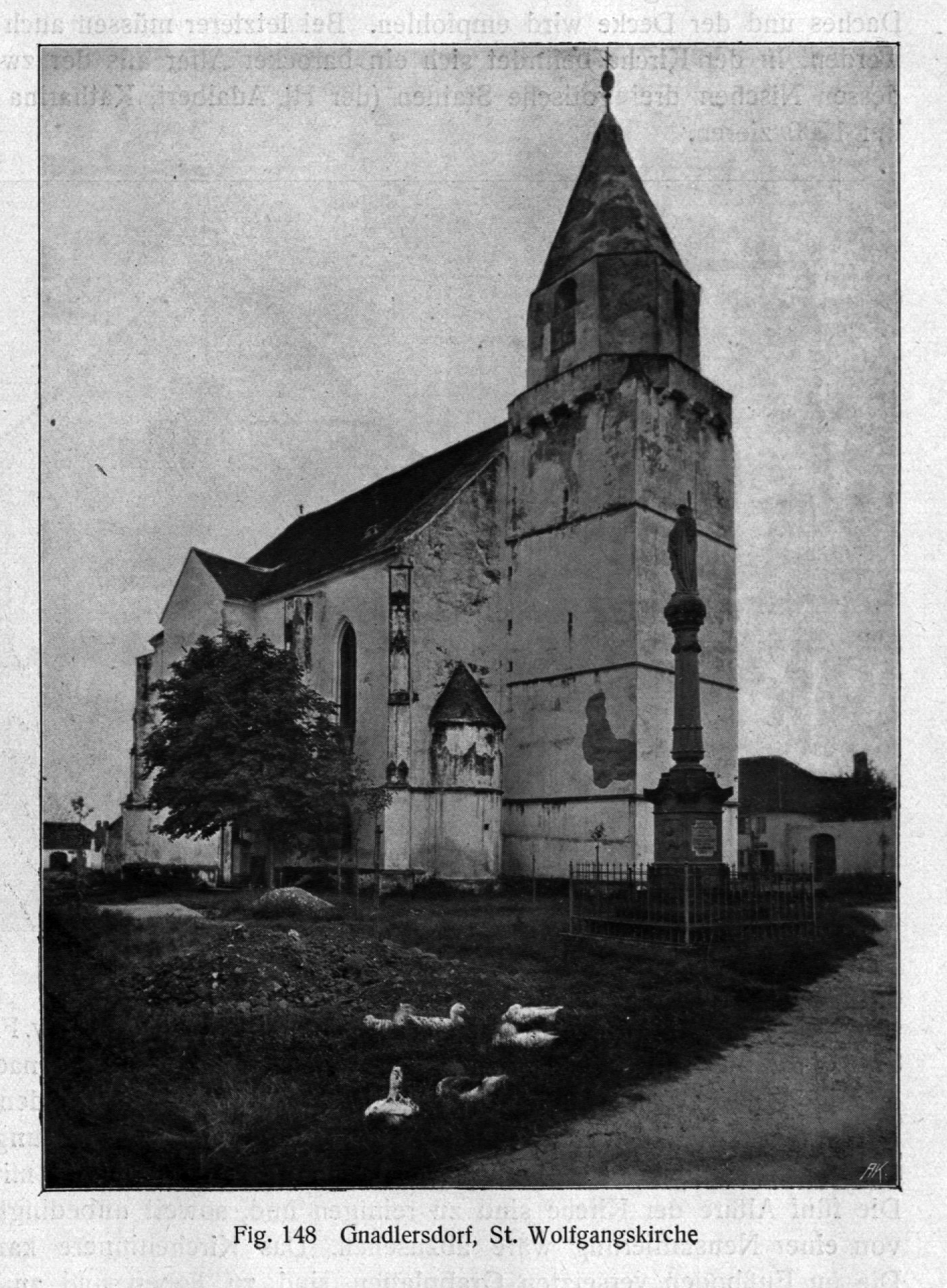
Fotografie z roku 1912
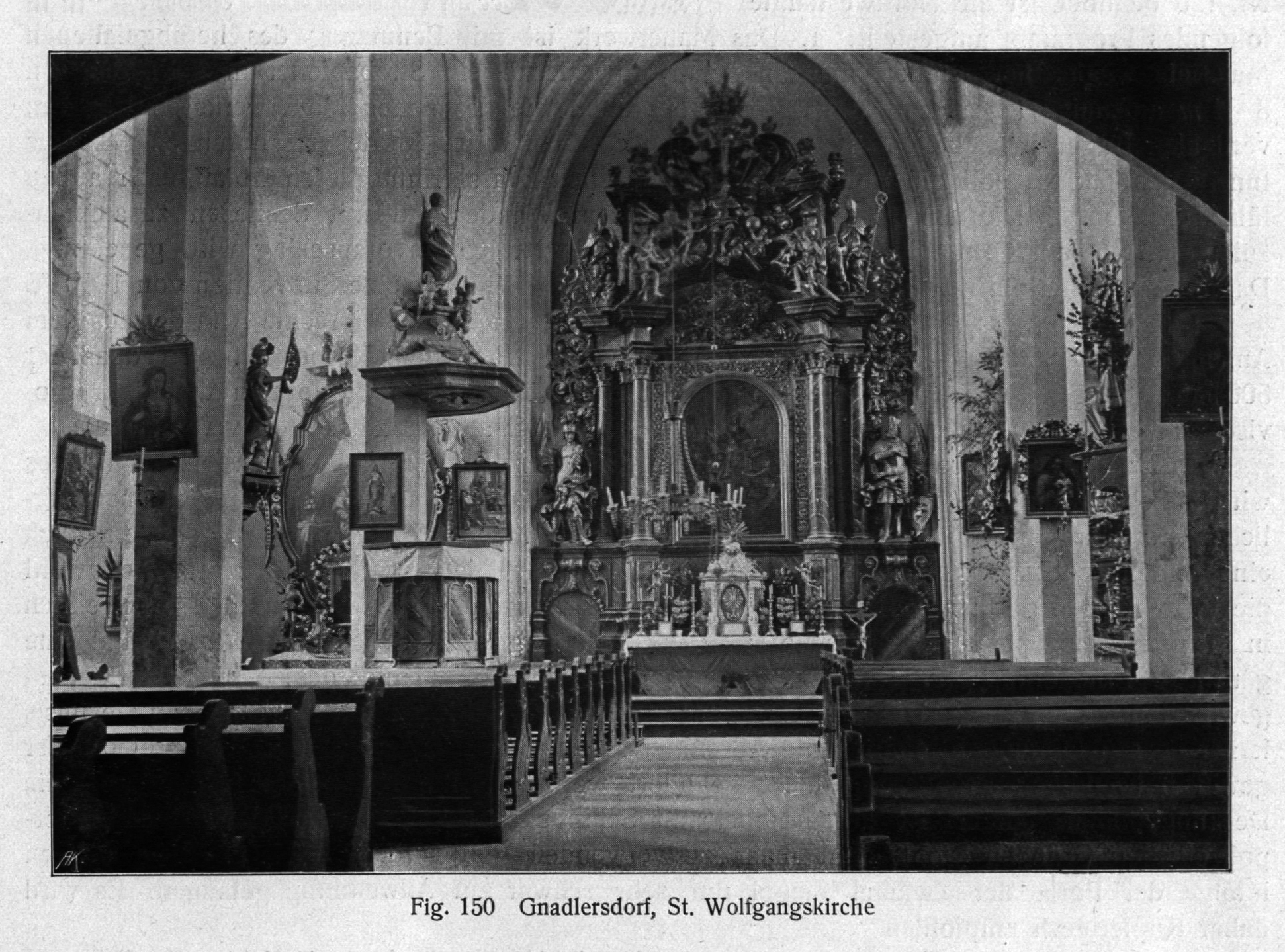
Fotografie interiéru z roku 1912
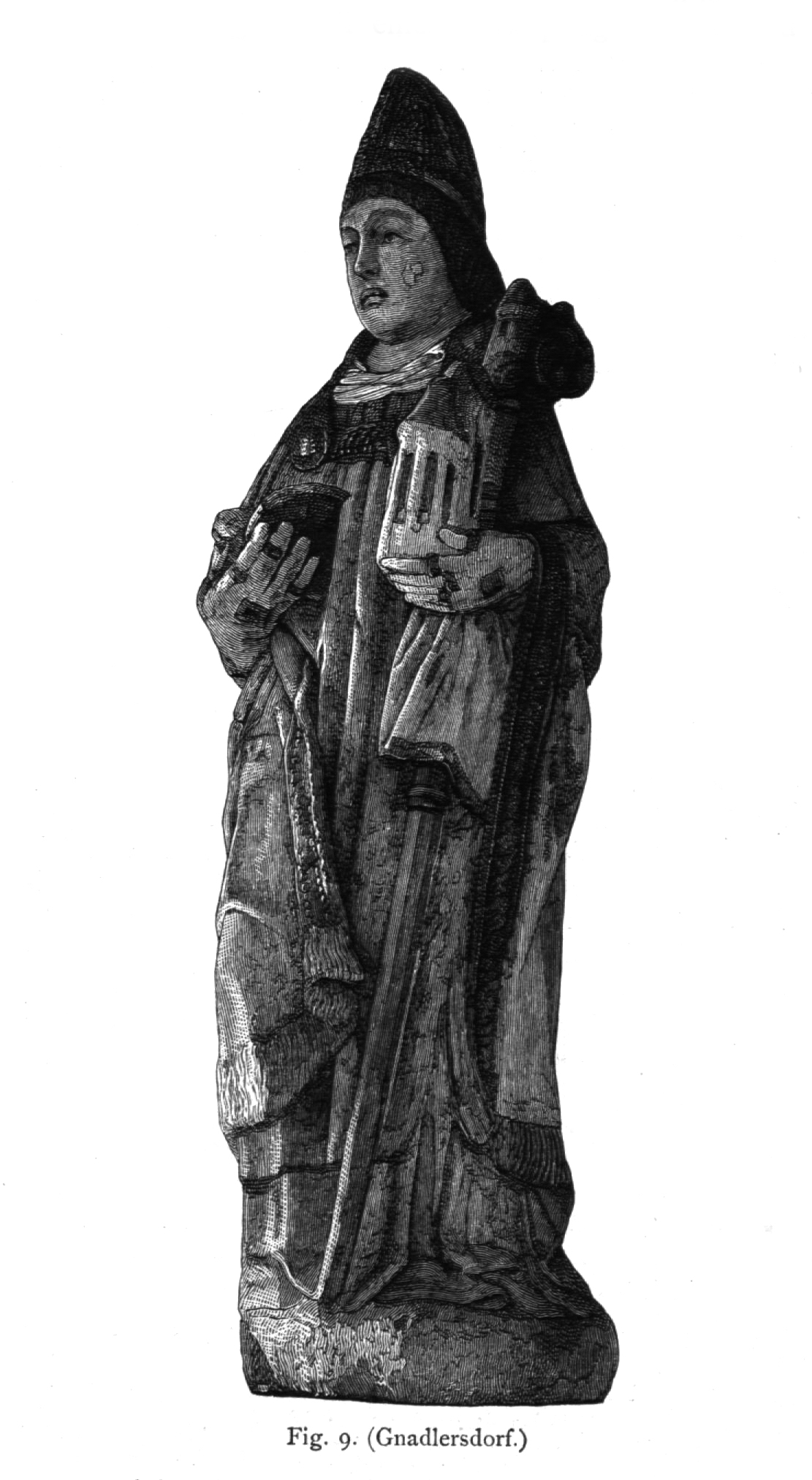
Socha sv. Wolfganga z konce 15. století nalezená v kostele